# Katie Nageotteová
Kathryn Nageotteová, provdaná Moonová (* 13. června 1991, Lakewood, Ohio, USA) je americká skokanka o tyči.
Na olympijských hrách v Tokiu, které se konaly roku 2021, vyhrála tyčkařský závod, a to výkonem 490 centimetrů. Jejím předchozím největším úspěchem bylo vítězství na mistrovství severní a střední Ameriky roku 2018 a stříbro na Panamerických hrách 2019. V roce 2024 získala stříbrnou olympijskou medaili v Paříži výkonem 4,85 metrů. Jejím osobním rekordem je 4,95 metru